# Ley Orgánica para la Defensa de la Guayana Esequiba
La Ley Orgánica para la Defensa de la Guayana Esequiba es una ley aprobada el 21 de marzo de 2024 por la Asamblea Nacional de Venezuela que declara la Guayana Esequiba (actualmente administrada por Guyana) como otro estado que formaría parte de Venezuela.

## Antecedentes
El Imperio español fundó la Capitanía general de Venezuela incluyendo el territorio actualmente disputado de la Guayana Esequiba, con el cual Venezuela se quedó tras su guerra de independencia. Poco después de esto, el Imperio británico colonizó Guyana transándola con Países Bajos en un acuerdo que no definía su frontera occidental, tras lo cual los británicos reclamaron el territorio en 1840 y lo invadieron en 1841, reclamando aún más territorio en 1886.
Ambos países fijaron sus límites en un laudo anterior de 1899 suscrito en París, donde se dictó la propiedad de Guyana sobre el territorio. Sin embargo, en 1949 Venezuela encontró evidencia de manipulación cartográfica durante el proceso judicial, cuando se reveló un memorándum del abogado estadounidense Severo Mallet-Prevost, quien fue parte de la defensa de Venezuela en el Laudo Arbitral de París, en el que denunciaba que los jueces no habían sido imparciales, pues todo estaba arreglado para favorecer al Imperio británico (actual Guyana). Después de eso, Venezuela firmó el Acuerdo de Ginebra en 1966 con Reino Unido antes de la independencia de Guyana, ocurrida ese mismo año, que establecía bases para una solución negociada a la disputa territorial y donde se desconocía el Laudo. Bajo este argumento, Venezuela reclama su soberanía sobre el Esequibo.

## Contexto e historia
Nicolás Maduro ordenó el 5 de diciembre de 2023 presentar el proyecto de ley a la Asamblea Nacional, tras el referéndum consultivo de 2023, favorable a la inclusión del Esequibo, y el inicio de la crisis de la Guayana Esequiba ese año, en el contexto de la disputa judicial que tienen ambos países en la Corte Internacional de Justicia (CIJ).
El 20 de marzo de 2024 el presidente guyanés Irfaan Ali recibió al director de la CIA, William Burns, en Guyana. Venezuela después denunció ese encuentro como una escalada en las tensiones.
El 21 de marzo la ley se aprobó en Venezuela y Jorge Rodríguez Gómez, presidente de la Asamblea Nacional, declaró que sería enviada al Tribunal Supremo de Justicia (TSJ) para su ratificación.

## Contenido
La ley contempla la creación del Estado Guayana Esequiba, así como declarar como traidores e inhabilitar políticamente a aquellos que estén a favor de Guyana.

## Reacciones
El gobierno de Guyana declaró en marzo de 2024 que la ley era una «flagrante violación de su soberanía».
La Organización de los Estados Americanos (OEA) declaró que la ley «es absolutamente contraria a los más elementales principios del derecho internacional y reafirma una vez más el patrón dictatorial de quien detenta el poder en Venezuela», calificándola como «fascista», pues se sustenta en la alegación de amenazas externas y «cumple con sus cometidos de represión interna», concluyendo en que «pone en riesgo la seguridad no solamente de Guyana, sino también la paz y seguridad hemisférica» por lo que para resguardarlas habría que «detener al régimen venezolano de avanzar en estos amenazantes propósitos».